# 모세 헤스

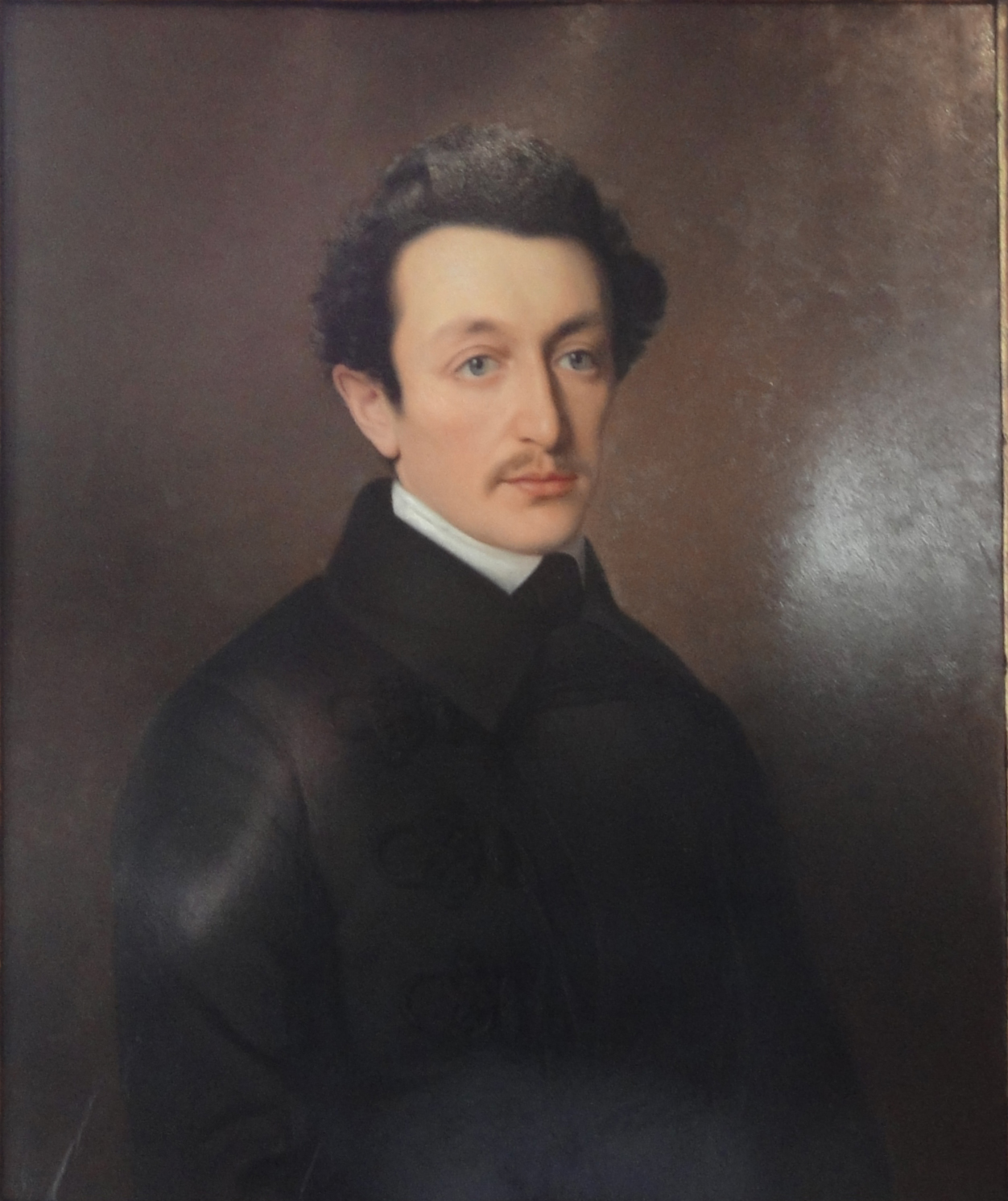

모세 헤스(Moshe Hess: 1812년 1월 21일 - 1875년 4월 6일)는 독일 유대인 철학자다. 사회주의 태동기에 활동하면서 카를 마르크스 및 프리드리히 엥겔스의 노선과 불화했다. 시온주의 사상가로서 노동시온주의의 창시자로 여겨진다.
헤스는 당시 프랑스 제1제국 영토였던 본에서 태어났다. 처음 이름은 프랑스어로 모이즈(Moïse)였고 외할아버지가 이름을 지어주었다. 부친은 안수받은 랍비였지만 그 직분을 제대로 수행한 적은 없었다. 헤스는 조부에게 유대교 종교교육을 받았고, 이후 본 대학교에서 철학을 전공했으나 졸업하지 못했다.
헤스는 가난한 천주교도 침모 시빌레 페슈(Sibylle Pesch)와 결혼했다. 부부는 헤스가 죽을 때까지 해로하긴 했지만, 시빌레가 브뤼셀 망명기에 엥겔스와 불륜을 했다는 의혹이 있다. 이 때문에 헤스가 공산주의 운동에서 이탈했다는 설도 있다.
헤스는 프랑스 파리에 살면서 『라인신문』 기자로 일했다. 그러면서 『라인신문』 주필이었던 마르크스와 친구가 되었고, 마르크스를 통해 엥겔스와 친해졌다. 헤스는 엥겔스에게 공산주의의 이론적 접근을 입문시켰다. 1845년, 마르크스, 엥겔스, 헤스는 벨기에 브뤼셀에서 망명자 생활을 하며 같은 동네 같은 거리에 살았다. 하지만 1840년대 말엽에 마르크스와 엥겔스는 헤스와 갈라졌고, 『독일 이데올로기』에서 헤스를 비판했다.
1848년 혁명이 진압되는 과정에서 헤스는 스위스로 도피했다. 1850년대에 헤스는 자기 사상의 과학적 기초를 닦기 위해 자연과학을 독학했다. 1870년의 보불전쟁 때도 헤스는 해외에 있었다.
헤스는 마르크스 및 엥겔스처럼 모든 역사를 계급투쟁의 역사로 보기를 저어했고, 그 대신 인종, 민족간의 투쟁의 역사의 핵심 요인으로 보았다. 1860년대에 독일에 살면서 독일의 반유대주의를 직면한 헤스는 유대인 동화정책에 반항하는 의미로 이름을 유대식인 "모세"로 개명했다(그 전까지는 독일식으로 "모리츠"였던 것으로 보인다). 1862년 출판한 『로마와 예루살렘』에서 헤스는 역사를 인종과 민족의 투쟁으로 보는 견해를 피력했다. 그는 동시대에 진행된 이탈리아와 독일의 민족주의 운동을 지켜보면서, 유대인에게도 민족부흥이 필요하다는 사상에 도달했다. 헤스는 독일 통일이 완수되기 전의 독일 민족주의 운동만 보고서 독일인들이 다른 민족의 민족주의 열망에 관대하지 않을 것이고, 특히 유대인에 대해 불관용적일 것이라는 선견지명을 가졌다. 헤스는 유럽의 사방에서 민족주의가 발흥하는 가운데, 반유대주의로부터 유대인의 생존권과 정체성을 보존할 수 있는 유일한 방법은 팔레스타인 지방에 유대인들의 사회주의 공화국을 건국하는 것이라고 제언했다.
헤스는 1875년 파리에서 죽었다. 유언에 따라 쾰른의 유대인 묘지에 매장되었다. 1961년 다른 노동시온주의자들과 함께 이스라엘의 키부츠 킨네레트 묘지로 이장되었다.